# 小行星4303

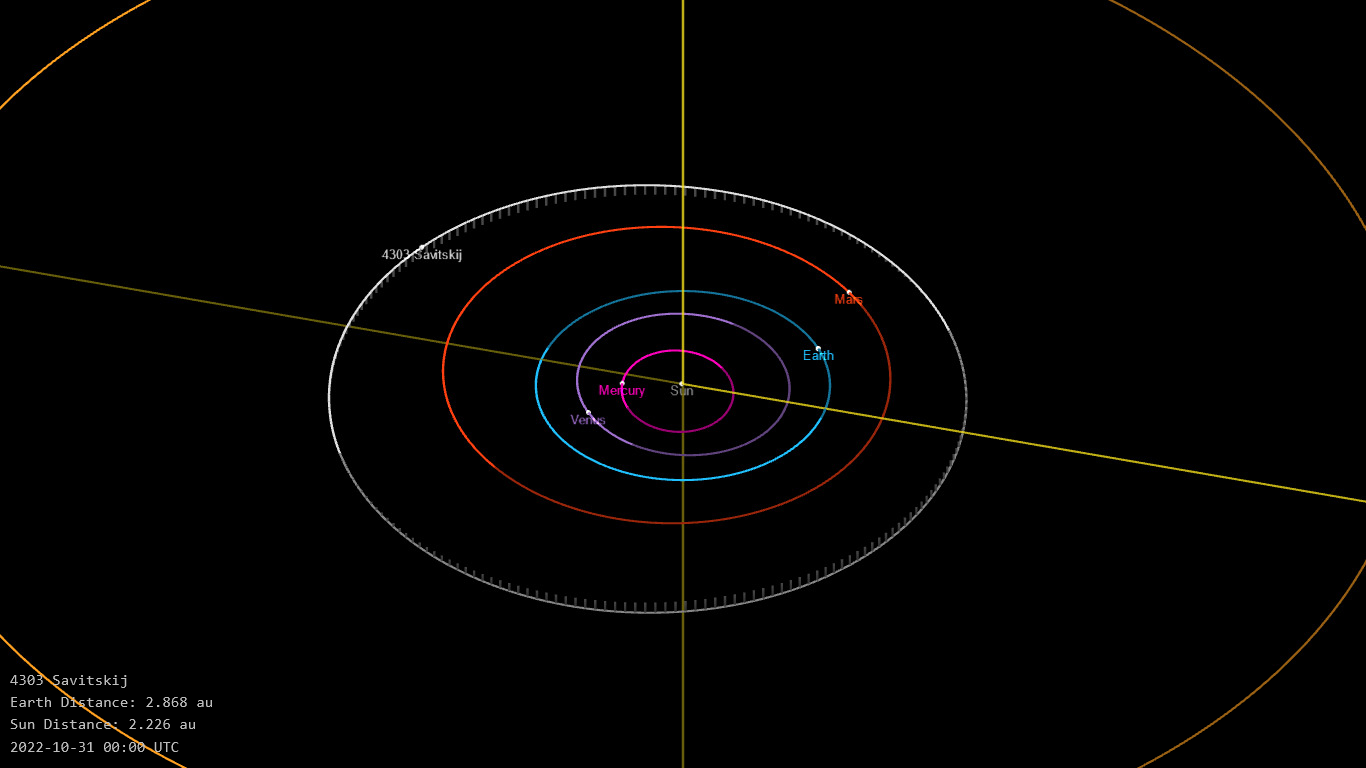
小行星4303的公轉軌道圖

小行星4303（英語：4303 Savitskij）是一颗围绕太阳公转的小行星。1973年9月25日，柳德米拉·瓦斯列娜·朱然勒娃在克里米亚发现了此天体。
这颗小行星的绝对星等为15.22522573284856等。